# Michele Lega
Michele Lega (Brisighella, 1 januari 1860 - Rome, 16 december 1935) was een Italiaans geestelijke en kardinaal van de Rooms-Katholieke Kerk.

## Vroege loopbaan
Lega bezocht het seminarie van Faenza en het Pauselijk Romeins Seminarie San Apollinare. Hij werd op 13 september 1883 priester gewijd en behaalde vervolgens te Rome doctoraten in de theologie, de wijsbegeerte en de beide rechten. Hij doceerde vervolgens aan het San Apollinare en aan de Pauselijke Universiteit Urbaniana De Propaganda Fide. In 1903 werd hij benoemd tot ondersecretaris van de H. Congregatie voor het Concilie. In 1904 benoemde paus Pius X hem tot lid van de commissie tot herziening van het kerkelijk recht. Een jaar later werd hij pauselijk huisprelaat. In 1908 werd hij benoemd tot deken van de Sacra Rota Romana, een van de drie rechtscolleges van de Heilige Stoel. 

## Kardinaal
Tijdens het consistorie van 25 mei 1914 creëerde paus Pius X hem kardinaal. De Sant'Eustachio werd zijn titeldiakonie. Kardinaal Lega nam deel aan het conclaaf van 1914 dat leidde tot de verkiezing van paus Benedictus XV. Deze benoemde Lega tot prefect van de Hoogste Rechtbank van de Apostolische Signatuur. In 1919 werd hij prefect van de H. Congregatie voor de Sacramenten. Kardinaal Lega nam ook deel aan het conclaaf van 1922 waarbij paus Pius XI werd gekozen. Hij opteerde daarna voor de rang van de kardinaal-priesters waarbij zijn titeldiakonie pro hac vice werd verheven tot titelkerk. 

## Kardinaal-bisschop van Frascati
Paus Pius XI benoemd hem in 1926 tot kardinaal-bisschop van Frascati. Aangezien hij nog geen bisschop was, die verplichting voor kardinalen zou pas worden ingevoerd door paus Johannes XXIII, ontving hij bij die gelegenheid de bisschopswijding uit handen van de paus zelf. De plechtigheid werd bijgewoond door Antonio Lega, aartsbisschop van Ravenna en een broer van de kardinaal. Als kardinaal-bisschop zette hij zich in voor de restauratie van de kathedraal van Frascati. Ook andere religieuze gebouwen in het suburbicair bisdom kregen een onder Legas bezieling een grondige opknapbeurt. 

## Overlijden
Kardinaal Lega overleed in december 1935. De requiemmis werd gevierd in de basiliek van de Santi XII Apostoli waar de absoute werd verleend door kardinaal Gennaro Granito Pignatelli di Belmonte, deken van het College van Kardinalen. Zijn lichaam werd bijgezet in het familiegraf in de stiftskerk van Brisighella.
- Bibliothèque nationale de France: cb167436530 (data)
- Gemeinsame Normdatei: 132344947
- International Standard Name Identifier: 0000 0000 6136 3666
- Library of Congress Control Number: n88071017
- Nationale Bibliotheek van Tsjechië: xx0175544
- Nederlandse Thesaurus van Auteursnamen: 089835204
- Réseau des bibliothèques de Suisse occidentale: 02-A025702006
- Istituto Centrale per il Catalogo Unico: RAVV011851
- SNAC: w6dp4rrx
- Virtual International Authority File: 33156868
- WorldCat: E39PBJv8FjxYrFKgPWCDP8G8md